# Leopoldo Calvo-Sotelo
Leopoldo Calvo-Sotelo là Thủ tướng của Tây Ban Nha giữa hai quốc gia, được gọi là Leopoldo Calvo Sotelo y Bustelo, nhãn hiệu thứ nhất của Ría của Ribadeo, GE (phát âm tiếng Tây Ban Nha: [leopoldo kaloberosotelo i βustelo] 14 tháng 4 năm 1926 - 3 tháng 5 năm 2008) 1981 và 1982.
Calvo-Sotelo sinh ra trong một gia đình chính trị nổi tiếng ở Madrid vào ngày 14 tháng 4 năm 1926 cùng với cha là Leopoldo Calvo Sotelo, nhà văn và mẹ của ông, Mercedes Bustelo Márquez. Chú của ông, José Calvo Sotelo, là bộ trưởng tài chính dưới quyền Miguel Primo de Rivera [2]. Calvo-Sotelo tốt nghiệp với tư cách là kỹ sư dân dụng của Trường Kỹ sư Xây dựng Madrid hiện nay thuộc trường Đại học Kỹ thuật Madrid, làm việc trong lĩnh vực ứng dụng hóa học cho ngành công nghiệp. 
Ông là chủ tịch của RENFE (mạng lưới đường sắt quốc gia Tây Ban Nha) giữa năm 1967 và năm 1968. Calvo-Sotelo được bầu làm luật sư (Phó) của Cortes của Franco, đại diện cho các nhà công nghiệp trong Liên minh Công nghiệp Hóa chất, năm 1971. Nhà vua, Sotelo là một trong những người sáng lập nên một hiệp hội các chính trị gia, chủ yếu là những người thuộc cánh hữu và những người thuộc phe trung tả, đã cải trang thành công ty xuất bản của Fedisa đã giúp chuyển đổi ôn hòa sang Tây Ban Nha.